# Henry Bruce, 2. baron Aberdare
Henry Campbell Bruce, 2. baron Aberdare (19. června 1851, Duffryn – 20. února 1929, Londýn) byl britský šlechtic a voják.

## Život
Narodil se 19. června 1851 v Duffrynu jako syn Henryho Bruce, 1. barona Aberdare a Annabelly roz. Beadon. Vzdělával se na Rugby School a poté na Univerzitě Friedricha Wilhelma v Berlíně. Roku 1895 zdědil po svém otci titul barona.
Roku 1880 se oženil s Constance Mary, s dcerou Hamiltona Becketta. Spolu měli devět dětí:
- Kapitán Henry Lyndhurst Bruce (1881-1914)
- Margaret Cecilia Bruce (1882-1949)
- Clarence Bruce, 3. baron Aberdare (1885-1957)
- Violet Bruce (1887-1887)
- John Hamilton Bruce (1889-1964)
- Eva Isabel Marion Bruce (1892-1987), manžel Harry Primrose, 6. hrabě z Rosebery
- Constance Pamela Alice Bruce (1895-1978)
- Victor Austin Bruce (1897-1978)
- Robert Bruce (1898-1898)

Jako voják sloužil ve Welch Regiment a roku 1899 se stal majorem 3. praporu. O rok později byl jmenován čestným podplukovníkem a roku 1910 čestným plukovníkem 5. praporu. Později byl povýšen na podplukovníka 3. praporu.
Byl předsedpu University College, Oxford a National Museum Wales. Působil také jako smírčí soudce hrabství Glamorgan, nejprve ho reprezentoval jako zástupce nadporučíka později jako vice lord nadporučík.
Zemřel 20. února 1929 v Londýně. Pohřben byl na hřbitově Aberffrwd (Mountain Ash, Wales).